# Pluvier à face noire
Charadrius melanops
Espèce
Synonymes
- Elseyornis melanops

Statut de conservation UICN

 LC  : Préoccupation mineure
Le Pluvier à face noire (Charadrius melanops, anciennement Elseyornis melanops) est une espèce d'oiseaux de la famille des Charadriidae. Avant 2024 et la mise à jour 14.1 de la liste de référence de l'Union internationale des ornithologues, le Pluvier à face noire était l'unique représentant du genre Elseyornis.

## Description

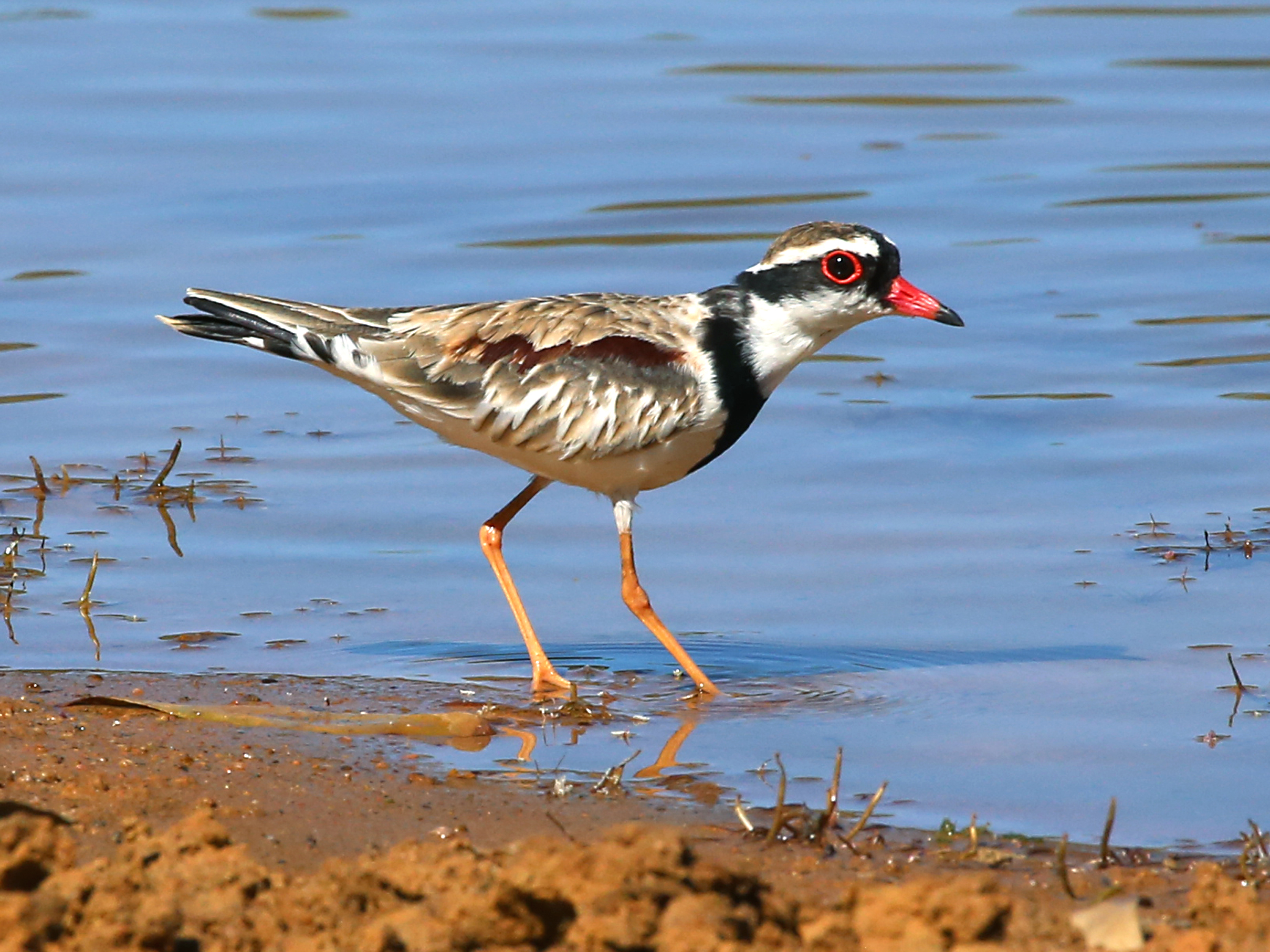
Pluvier à face noire.

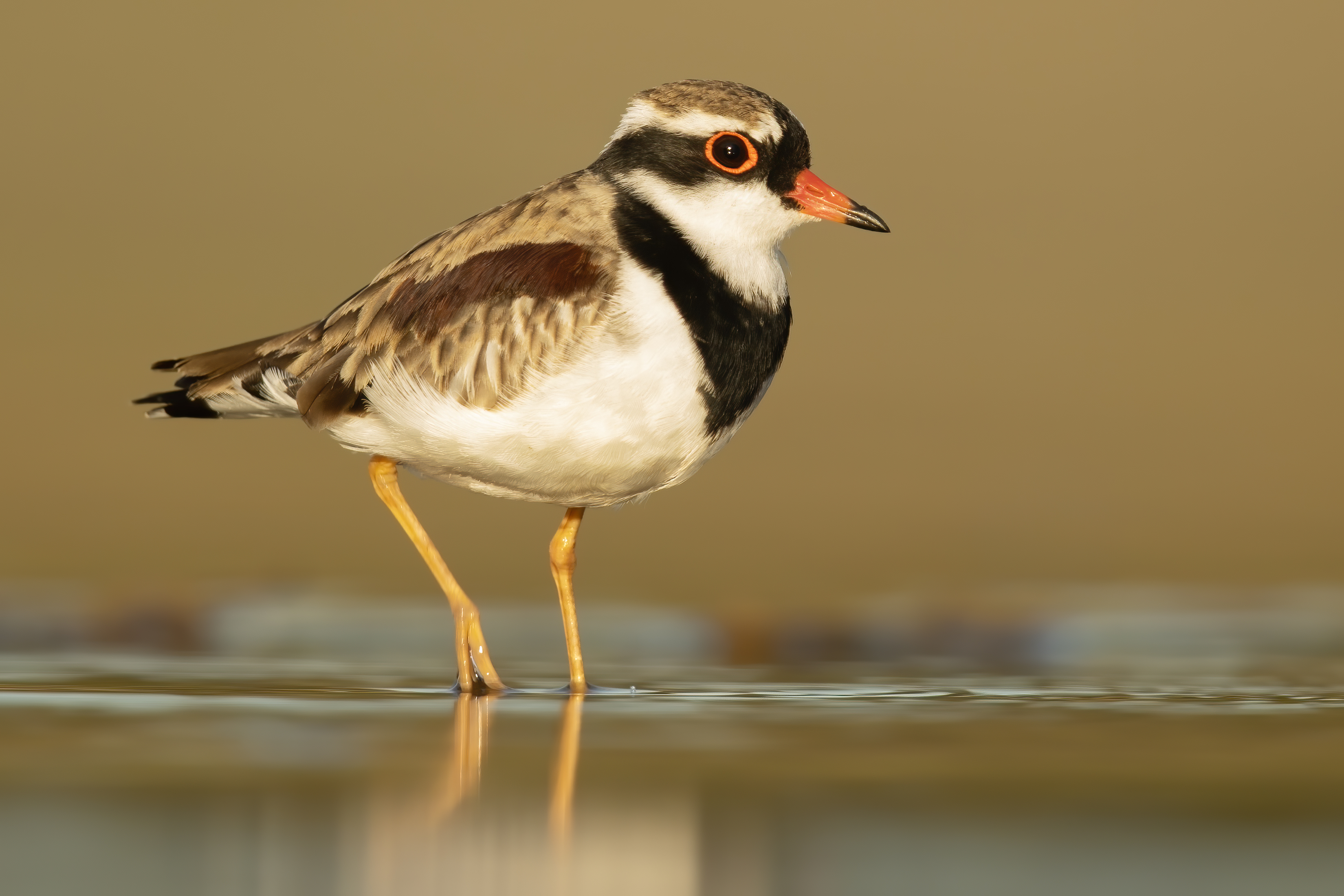
Autre pluvier à face noire, en Nouvelle-Galles du Sud, Australie. Septembre 2020.

Cet oiseau vit en Australie et en Nouvelle-Zélande.